# Aeroportul Cagliari Elmas
Aeroportul Cagliari Elmas (IATA: CAG, ICAO: LIEE) este un aeroport din Elmas, Orașul metropolitan Cagliari, Sardinia, Italia ce deservește zona Cagliari. Aeroportul a fost tranzitat în 2023 de 4.846.000 de pasageri. A fost deschis în 1937 și numit după Elmas.
Situat la o altitudine de 3 m, aeroportul dispune de 1 pistă. Este operat de Q3963806⁠(d).

## Infrastructură

### Piste
Aeroportul dispune de o singură pistă. Pista 14/32 are suprafața de asfalt și dimensiunile 2.805 m × 45 m. 